# Trendy
Trendy 娱乐公司（英文名：Trendy Entertainment），是一家美国的电子游戏公司，创建人为 阿加皮特斯·萊伊和傑里米·史提格里茲。总部设立在佛罗里达州的盖恩斯维尔。Trendy 娱乐公司专门开发适用于Xbox 360、Playstation 3、Windows、iOS和Android平台的电子游戏。该公司的第一部作品是在2010年12月15日发售的《地牢守护者》。